# Elma Dienda
Elma Jane Dienda (née le 16 novembre 1964 à Upington) est une femme politique namibienne.

## Biographie

### Enfance, formation et débuts
Elma Dienda naît le 16 novembre 1964 à Upington. Sa mère est sud-africaine et son père est malawite.
Dienda étudie l'éducation à l'université de Windhoek puis enseigne au lycée Eldorado de Khomasdal. 

### Carrière professionnelle
Elle est également conseillère de l'action catholique contre le Syndrome d'immunodéficience acquise, faisant partie des premières personnes formées par l'organisation. Elle est ensuite comptable pour l'entreprise Amcom et gestionnaire des ressources humaines pour une entreprise d'assurances.

### Carrière politique
En 1999, Dienda intègre le Congrès des démocrates l'année de sa création,.
En 2003, elle est élue secrétaire de la branche féminine du Congrès des démocrates,.
En 2004, elle intègre l'Assemblée nationale sur la liste du Congrès des démocrates,. Au sein de l'assemblée, elle fait partie du comité de travail sur les comptes publics. Elle est également vice-whip de son parti. Pendant son mandat, elle nie l'existence du viol conjugal et reçoit une opposition du président de son parti, McHenry Venaani.
En 2007, elle s'oppose à l'élection de Ben Ulenga à la présidence du parti,.
Elle perd les élections de 2009. Ne siégeant plus au Parlement, elle est coordinatrice du service des genres de son parti.